# Эргенекон (организация)
«Эргенекон» (тур. Ergenekon) — тайная ультра-националистическая организация в Турции, членами которой являются некоторые высокопоставленные руководители внутри вооружённых сил и органов безопасности Турции, обвиняемая в попытке государственного переворота в Турции.
Предполагаемый лидер организации — отставной генерал Вели Кючюк.
Власти считают «Эргенекон» террористической организацией. По мнению республиканской прокуратуры Турции, основная цель Эргенекона — подготовка почвы для военного переворота путём создания в стране атмосферы хаоса и анархии. Названа в честь мифического места в горах Алтая, которое, согласно тюркским легендам, считается родиной всех тюрков. Всего по делу «Эргенекона» было арестовано около ста человек, обвинённых в подготовке государственного переворота.

## Расследование
Дело тайной организации «Эргенекон» началось в июне 2007 года. Тогда в доме отставного армейского офицера в Стамбуле было найдено 28 ручных гранат. Они, как заявило следствие, принадлежали до тех пор неизвестной группировке «Эргенекон» — тайному обществу, которое занималось внедрением своих людей во все сферы турецкого общества и пыталось руководить армией, СМИ, политическими партиями и академическими кругами. На эту организацию была возложена ответственность за убийство армянского журналиста Гранта Динка в январе 2007 года. Боевики «Эргенекона» также якобы планировали убийство писателя Орхана Памука.
На первом этапе расследования были арестованы 49 человек. Затем их число возросло. Среди арестованных по этому делу были отставные военные, бизнесмены, известные общественные деятели, включая генерального секретаря Рабочей партии Турции Догу Перинчека.

## Известные члены организации и обвиняемые по делу «Эргенекон»
- Вели Кючюк (Veli Küçük) — генерал в отставке.[3]
- Шенер Эруйгур (Şener Eruygur) — генерал в отставке.[3]
- Хуршит Толон (Hurşit Tolon) — генерал в отставке.[3]
- Мехмет Хаберал — профессор, депутат парламента Турции.[4]
- Мустафа Балбай — журналист, депутат парламента Турции.[4]
- Эрол Мютерджимлер (Erol Mütercimler) — писатель.[3]

## Суд
Согласно решению суда 2013 года, экс-глава Генштаба турецкой армии Илькер Башбуг получил пожизненное заключение за попытку государственного переворота в 2003 году (в следующем году приговор был отменён Конституционным судом). Наиболее строго наказали бывшего лидера Рабочей партии Турции Догу Перинчека — он был приговорён к 117 годам тюрьмы, но вскоре освобождён. По данным журналиста Османа Пашаева, по делу вынесен 21 оправдательный приговор. Более 240 человек, в том числе журналисты, писатели, бывшие ректоры университетов, отставные и действующие силовики, профсоюзные лидеры получили тюремные сроки. Несколько десятков фигурантов дела приговорены к пожизненным заключениям, двоим дали по два пожизненных заключения. Всего по делу проходят около 400 человек.

## Мнения о деле
Турецкий политолог, лидер Рабочей партии Турции и один из ведущих турецких националистов Мехмет Перинчек обвинил в инициировании дела Эргенекона США, якобы встревоженных тем, что в 2009 году часть военной элиты поставила вопрос о выходе из НАТО. По мнению Перинчека «дело „Эргенекона“ — это тщательно спланированная США операция против турецких патриотов, тех патриотов Турции, которые настроены антиамерикански».